# 创业农场 (吉林)
创业农场是吉林省长春市公主岭市下辖的一个类似乡级单位。

## 行政区划
下辖以下地区：创业农场虚拟生活区。